# Messier 83
Messier 83 sau M83 (sau NGC 5236) este o galaxie spirală intermediară de tip SABc, situată în constelația Hidra, și descoperită la 23 februarie 1752, la Capul Bunei Speranțe, de către abatele Nicolas-Louis de la Caille.

## Caracteristici
M83 a fost catalogată ca intermediar între galaxia normală și galaxia barată, de către astronomul Gérard de Vaucouleurs, adică SAB(s)c în clasificarea sa. Ea posedă brațe spirale bine marcate care-i oferă o puternică impresie de mișcare. Colorația nodurilor sale este albastră sau roșie. 

## Observare

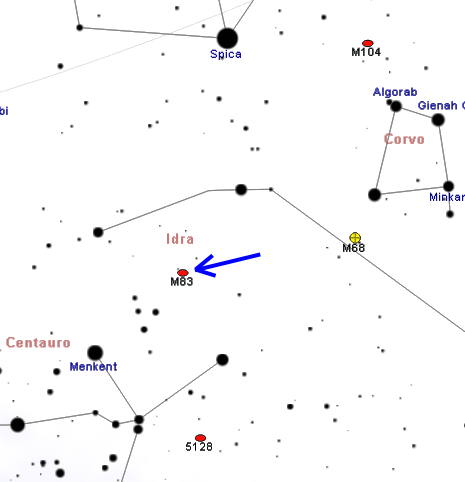
Hartă cu indicarea galaxiei Messier 83.

Messier 83 este una dintre galaxiile cele mai luminoase de pe cerul nocturn; se poate vedea la circa 18° sud de steaua strălucitoare Spica, puțin mai la nord de stelele care reprezintă capul Centaurului, fiind vizibilă chiar cu ajutorul unui binoclu de putere medie – mică, pe un cer limpede. Un telescop cu apertura de 150mm o arată ca o pată nebuloasă fără o formă bine definită, în care nucleul ocupă o poziție proeminentă și domină cu luminozitate de halogen; cu instrumente mai puternice, ca de exemplu un telescop de 250mm, galaxia apare tulbure și traversată de o bandă întunecată.
Messier 83 poate fi observată de pe ambele emisfere terestre, însă observatorii de pe Emisfera Australă a Pământului sunt avantajați: galaxia se găsește într-o poziție în care pentru observatorii din regiunile foarte septentrionale, cum este o parte din Europa de Nord, nu  mai este observabilă, în timp ce pentru observatorii din zona temperată galaxia se află destul de jos deasupra orizontului. Perioada cea mai bună pentru observarea galaxiei este cuprinsă între martie și iulie.

## Istoria observărilor
Pierre Mechain a descoperit această galaxie în 1780, însă Nicolas Louis de Lacaille o observase în timpul șederii sale la Capul Bunei Speranțe, la 23 februarie 1752; a semnalat-o colegului său Charles Messier, care a adăugat-o cu numărul 83, în catalogul său, în martie 1781. A descris-o ca un nor fără stele care apare ca o strălucire difuză și îndată invizibilă la un minim semn de tulburare luminoasă a mediului extern. William Herschel și fiul său John nu au fost în măsură să determine direcția sspiralei, notând îndeosebi forma nucleului, iar cel care a notat primul spirala a fost Lassell.